# Гагаузки език
Гагаузкият език (гагаузки: Gagauz dili / Гагауз дили, Gagauzça / Гагаузча) е тюркски език, говорен от гагаузите и е официален език в молдовската република Гагаузия. Говори се от около 200 000 души.
Според някои тюрколози фонетичната, морфологичната, синтектичната и лексикалната система на гагаузката реч отразяват основно турската и българската диалектна езикова практика отпреди най-малко двеста години.

## Азбука
До 1957 г., когато сред гагаузите в Молдова е наложена кирилицата, се използват различни азбуки – версия на гръцката азбука, румънска латиница, както и кирилица.

### Кирилица
| А а | Ä ä | Б б | В в | Г г | Д д | Е е | Ё ё |
| Ж ж | З з | И и | Й й | К к | Л л | М м | Н н |
| О о | Ö ö | П п | Р р | С с | Т т | У у | Ӱ ӱ |
| Ф ф | Х х | Ц ц | Ч ч | Ш ш | Щ щ | Ъ ъ | Ы ы |
| Ь ь | Э э | Ю ю | Я я |     |     |     |     |

### Латиница
Кирилицата е заменена с латиница в новата гагаузка азбука, създадена след 1990 година. Тя е базирана на съвременната турска азбука като са добавени са буквите Ä и Ţ за отбелязване на специфичните звукове.
| А а | Ä ä | B b | C c | Ç ç | D d | Е е | F f |
| G g | H h | I ı | İ i | J j | K k | L l | M m |
| N n | O o | Ö ö | Р р | R r | S s | Ş ş | T t |
| Ţ ţ | U u | Ü ü | V v | Y y | Z z |     |     |

## Текстов пример
Молитвата „Отче наш“ (Матей 6: 9-13) на гагаузки с латинска азбука:
| гагаузки | български |
| Tä nesoy lääzım dua edäsiniz: Ey, göklerdä olan Bobamız, ko ayozlansın Senin adın;                                   | А молете се тъй: Отче наш, Който си на небесата! Да се свети Твоето име;                                         |
| ko gelsin Senin padişahlının; Ko olsun Senin istedenin, Nicä gökta, ölä erdä dä;                                     | да дойде Твоето царство; да бъде Твоята воля, както на небето, тъй и на земята;                                  |
| Ver bizä buün hergünkü emeemizi;                                                                                     | насъщния ни хляб дай ни днес;                                                                                    |
| Baaşla bizim borçlarımızı: Nica biz dä baaşlêêrız bizä borçulu olannarı.                                             | и прости нам дълговете ни; както и ние прощаваме на длъжниците си;                                               |
| Göturma bizi denemeyä, Ama kurtar kötu olandan; Zerä Senindir padişahlık, Kudret hem metinnik diveçtän divecä. Amin. | и не въведи нас в изкушение, но избави ни от лукавия; защото Твое е царството, и силата, и славата вовеки. Амин. |